# Västerberg
Västerberg est une localité de Suède dans la commune de Sandviken située dans le comté de Gävleborg.
Sa population était de 206 habitants en 2019.